# Hypercompe arctioides
Hypercompe arctioides är en fjärilsart som beskrevs av Guen. Hypercompe arctioides ingår i släktet Hypercompe och familjen björnspinnare. Inga underarter finns listade i Catalogue of Life.